# Hippopsicon lacteolum
Hippopsicon lacteolum là một loài bọ cánh cứng trong họ Cerambycidae.